# レストアガレージ251車屋夢次郎
『レストアガレージ251車屋夢次郎』（レストアガレージにこいち くるまやゆめじろう）は、次原隆二による日本の漫画作品。『週刊コミックバンチ』（新潮社）にて、2001年の創刊号から2010年33号まで連載。単行本は全33巻。
初期のタイトルは『レストアガレージ251』。途中より（単行本では15巻より）「車屋夢次郎」も含んだタイトルに変更された。

## 概要
東京都武蔵野市吉祥寺を舞台として、どんな状態の自動車でも復元（レストア）する車屋稼業50年の里見夢次郎と彼の経営する「Restore Garage 251」が、荒れ果てた自動車を甦らせるだけでなく、その自動車に関わる人々をレストア(立ち直らせる)したり、その想いまでもを甦らせる、人情味あふれる物語を描く作品。
店名の「251」は、2台の車から使える部分を組み合わせて1台にするという業界用語の「にこいち」から取っている。
『週刊コミックバンチ』連載時は巻頭及びセンターカラーなど、余程のことがない限り巻末での掲載が多かった。

## 登場人物
里見 夢次郎（さとみ ゆめじろう）
主人公。「Restore Garage 251」を営業する老齢(登場時は６５歳)の車職人。どんなに酷い状態の自動車でも、新品同様にレストアしてのける腕前を持つ。妻であった節子を若くして亡くしており、今際の際に「別の人と幸せになってくれ」と遺言される。それを未だに守り、若い女性の客が来る度にアプローチをかけているが、ことごとくフラれ続けている。
一ノ瀬 哲也（いちのせ てつや）
通称テツ。夢次郎の孫で就職浪人。夢次郎の元に身を寄せる。気に入った車や美人が関わると仕事を安請け合いしてしまう夢次郎に文句は言うが、なんだかんだと付き合う。
母親曰く、「向上心に欠ける」。現状に満足してしまうとそれ以上の努力をしないと心配されている。
綾小路 秀麻呂（あやのこうじ ひでまろ）
通称マロ。32話より登場。自動車オタクの青年で別名・キモタク。「キモい自動車オタク」の略で<ボサボサの長髪にタラコ唇、気に入った車なら他人のものだろうと関係なく触れようとし邪魔する相手は持ち主だろうがヤクザだろうが関係なくぞんざいに扱い、嫌味な物言いで皮肉を述べて図々しく人の話を聞かないなど、典型的なまでにネガティブなオタク像そのままであるが、面と向かって罵倒されると傷つく一面もある。夢次郎がレストアしたS800を見たことを切っ掛けに251の顧客の周囲に出没、夢次郎を師匠呼ばわりして店に上がり込んできた末に仲間となる。日本中の放置・不法投棄された車をリストアップしており、レストアのベース車や顧客の確保に力を発揮、夢次郎曰く「251の営業部長」とよばれる。
滋賀県に本拠を置くレストランチェーンの御曹司。車好きだが、車酔いしやすい体質。ゴールド免許だが、免許取得の時の路上教習以来、61話でハンドルを握るまで運転したことがなかった。
円（まどか）
335話から始まる最終エピソードに登場。学生時代に知り合った彼氏と共に劇団を設立。大道具づくりで貢献していたが、劇団の解散と共に破局。折り悪く父親がリストラに遭い、世の無常をはかなんでヤケッパチ気味だった。「小料理 梢」や引っ越し業者のバイトを掛け持ちしていたが、夢次郎と知り合いホンダ・S600のレストアに参加する。テツとは花見の現場で誤解からケンカになり、歯が欠けるほどの蹴りを喰らわしてしまったため「疫病神」呼ばわりされているが251で働くことになる。大道具づくりをしていただけあってレストア作業に関しても筋は良い。
吉野 梢（よしの こずえ）
自動車評論家と愛人であった母との間に生まれた娘で、父が亡くなった際に本妻の元から盗んできた（後に和解した）車(トヨタ・2000GT)のレストアを夢次郎に依頼したのがきっかけで、後に夢次郎達の行きつけになる「小料理 梢」という小料理屋の女将。
一ノ瀬 文恵（いちのせ ふみえ）
夢次郎と節子の一人娘で哲也の母。夫で哲也の父である一ノ瀬忠彦(いちのせ ただひこ)の仕事で海外で生活している。
里見 節子（さとみ せつこ）
若き日の夢次郎を支え続けた夢次郎の妻。20代後半の若さで病死。
山村田 辰五郎(やまむらだ たつごろう)&政(まさ)&その他の子分達
28話より登場。辰五郎はかつてはその名を馳せた山村田組の大親分で、現在は看板を下ろし不動産会社や質草を生業としている。政は辰五郎の子分であり若衆を束ねる親分。2人とも夢次郎・節子夫婦や251の前身である「板金夢次郎」時代から付き合いがあり、辰五郎の愛車が夢次郎が独立して最初に手掛けた車である。
桜 熊吉(さくら くまきち)・高原 天心(たかはら てんしん)・大平 太助(おおひら たすけ)・藪 英世(やぶ ひでよ)・柳 正六(やなぎ まさろく)・道場 甚五郎(みちば じんごろう)
14話より順次登場。夢次郎と昔から付き合いのある悪友達。
津森 聡（つもり　さとし）
98話より登場。夢次郎の一番弟子でかつては板金工場を経営していた天才板金職人。夢次郎曰く「神の手を持つ男」だが、典型的な商売下手の職人だったため、工場は倒産してしまい、現在は駐車場の管理人をして暮らしている。依頼人からハンドメイド・モデルのある車(いすゞ・117クーペの初版モデル)を所望され、夢次郎から腕を買われて依頼を受け夢次郎の工場にきた。マツダ・キャロル編にも登場しているが、以後登場していない。
離れて暮らす娘のために飲み物代などの小銭を「（飲んだ）つもり貯金」として溜めている。

## 登場車両
ここではメインとして登場する車両を表記。
ただし7巻から32巻までの登場車両については1シリーズが2巻に跨るため、便宜上単行本各巻の表紙になった車両を表記する。

以下の登場車両とは別に、251の自家用車兼社用車(ベース車両を運搬するキャリアカー)として、キャブに回転灯を装着した三菱・キャンター(6代目前期型)が登場している。

1巻　トヨタ2000GT(MF12L)
本来は2300CCシングルカムエンジン搭載の輸出仕様にDOHC2000ccエンジンを搭載した幻のモデル
マツダ・サバンナＧＴ
夢次郎の愛車として登場するも、その後の描写が一切ない
日産・ブルーバード510
個人タクシーとして登場
日産・スカイラインGT-R(KPGC110)
スバル360
トヨタ・MR2(AW11)
第1話冒頭に少しだけ登場。若い女性が依頼主ということで下心を出して格安でレストアするものの、結局ふられて失敗に終わる
2巻　日産・シルビア(CSP311)
日産・フェアレディ240ZG
3巻　ホンダ・S800
いすゞ・ベレットGTtypeR
4巻　日野・コンテッサ1300マークⅡ
DOHCエンジンを搭載したプロトタイプモデル。
4巻・5巻・6巻
J・ミッレリミア編の関係で、1シリーズに複数台の車両が登場する。
プリンス・スカイラインGT-B
単行本5巻表紙車、カーナンバー251、J・ミッレミリア編にて夢次郎と依頼者の有栖川龍太郎(秀麻呂の用意したマスクで「Mr.X」を名乗る)が乗る車として登場
スズキ・フロンテ・360SS
単行本6巻表紙車、カーナンバー2、J・ミッレミリア編にて外国人夫婦が乗る車として登場
日産・スカイラインGT-R(GC10)
カーナンバー252、J・ミッレミリア編で哲也・秀麻呂コンビが乗る車として登場
ポルシェ904GT-S
カーナンバー1、J・ミッレミリア編で北大路虎彦が乗る車として登場
トヨタ・1600GT
J・ミッレミリア編で北大路虎彦の弟、北大路和彦が乗る車として登場
7巻　トヨペット・クラウン
8巻　マツダ・コスモスポーツ
9巻　トヨタ・スポーツ800
10巻　いすゞ・117クーペ
11巻　マツダ・キャロル
12巻　三菱・ギャランＧＴＯ
13巻　トヨタ・カローラレビン(TE27)
14巻　日産・チェリーX1-R
15巻　ホンダ・N360
16巻　日産・フェアレディ2000(SR311)
17巻　トヨタ・セリカ1600GT
18巻　ポルシェ930
19巻　マツダ・コスモAP
20巻　ダイハツ・ミゼット
21巻　富士重工・スバル1000
22巻　日産・サニークーペGX-5
23巻　プリンス・グロリアスーパー6
24巻　三菱・ランサーGSR
25巻　バモス・ホンダ
26巻　ダイハツ・コンパーノスパイダー
27巻　マツダ・Ｔ２０００
28巻　プリンス・スカイラインスポーツ
29巻　ホンダ・1300クーペ９
30巻　ダットサン・フェアレディ(SPL212)
31巻　トヨタ・ランドクルーザー(BJ41V)
32巻　マツダ・サバンナRX-7(SA22C)
33巻　ホンダ・Ｓ600クーペ

## 関連作品
- エンジェル・ハート - 一部の主要キャラクターが登場している。
- よろしくメカドック
- 少年リーダム ～友情・努力・勝利の詩～-第14話の表紙(単行本2巻 124ページ)に登場しているホンダ・シティの車内でフロントシートの影でVサインを出してる夢次郎の姿が見える。